# Antonio Cavallero
Antonio Cavallero o Antonio Caballero nella sua grafia moderna (Cordova, 1728 – Granada, 1822 circa) è stato un musicista e compositore spagnolo.
Duecentoundici parti, per singolo esecutore, delle sue composizioni sono conservate nella Cappella Reale di Granada, nella quale svolse praticamente tutta la sua attività professionale. Tra gli archivi che compongono il catalogo musicale di questa istituzione, spiccano quelli dell'opera di Cavallero, che per il numero e la loro straordinaria estensione cronologica, rappresentano una completa documentazione delle sue composizioni. Fu nominato nell'incarico nel 1757 e lo lasciò ufficialmente alla sua morte

## Biografia

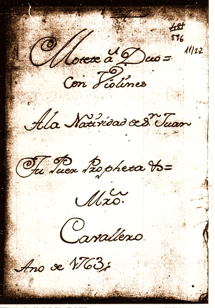
Copertina del mottetto a due con voci Tu, puer Propheta di Antonio Cavallero.

Dalla sua fondazione e durante i secoli, la Reale Cappella ebbe dei maestri incaricati della sua gestione. Per accedere a questo incarico, gli aspiranti dovevano sottoporsi a un concorso pubblico con dure prove di composizione, solo superando le quali si poteva ottenere il posto per artisti di autentico valore. Era quattro anni più vecchio di Joseph Haydn, nel momento in cui gli fu assegnato, a 29 anni, l'incarico di sostituto di Pedro Furió. Cavallero era un giovane musicista di solida formazione, cresciuto nella scuola del basso continuo e nello stile polifonico che ancora era prevalente nella prima metà del XVIII secolo. Aveva però colto i segni della "modernità" costituiti da un certo manierismo melodico e da un bilancio armonico sempre più morbido, tipici dell'enorme influenza italiana che proveniva dalla capitale del regno, dove Farinelli cantava anche per i re mecenati.
La Cappella Reale di Granada non ebbe il destino della sua omonima della capitale con i Borbone, e mentre a Madrid Ferdinando VI non risparmiava spese e doni per cantanti, strumentisti, librettisti e scenografi, Cavallero, non appena assunto l'incarico nella Cappella Reale di Granada, conobbe la prima delusione: avrebbe avuto bisogno di uno gruppo di strumentisti più ampio di quello che il Consiglio gli poteva fornire. Il 19 dicembre 1757 gli venne scritto: "... che quest'anno due o tre strumentisti siano chiamati e cercati dall'insegnante, da servire da esempio; e d'ora in poi detto insegnante organizzerà le sue funzioni musicali arrangiandosi con le persone che sono in detta cappella, sia per le voci che per gli strumenti..." 
Da questo momento il lavoro del giovane maestro si svolgerà con importanti contributi artistici, seppur vincolati, nello sviluppo della sfaccettatura creativa dalle "sue funzioni musicali". Queste richiedevano, oltre a fornire regolarmente alla cappella le composizioni previste per la liturgia, l'educazione degli "infantillos" appartenenti alla cappella che prestavano la loro voce e costituivano un'autentica miniera musicale e religiosa, e la cura e la manutenzione dell'archivio musicale.
Nonostante la sua straordinaria longevità, tanto che operò durante il regno di sei monarchi spagnoli, la sua produzione datata dopo il 1799 è scarsa a causa dei suoi problemi di salute e, forse anche, di una progressiva mancanza di stimoli. Cavallero aveva presto cominciato a trascurare i suoi doveri, e il consiglio decise di tenere "... l'assemblea straordinaria che vi viene inviata per qualificare l'indocilità di detto maestro ..." (14 ottobre 1763). Da allora in poi, mentre il maestro era in piena salute, si registrarono continue lamentele tra il consiglio, il maestro e gli altri membri della cappella, oltre che per le licenze ottenute da don Antonio per tentare di accedere ad altre piazze dell'Andalusia. A partire dal 1799, venne progressivamente sostituito nelle sue funzioni da diversi musicisti provenienti dai dintorni della cappella, anche se va menzionato, per il suo particolare contesto storico e la sua data tarda, il memoriale presentato dal maestro il 5 marzo 1813 (quando egli aveva 85 anni), in cui si lamentava dei membri della cappella "che trascurano di venire da quando sono entrate le truppe francesi"..

## Catalogo delle opere
L'opera catalogata di Antonio Cavallero che oggi si conserva nella Cappella Reale di Granada è nella sua totalità produzione per usi liturgici. Propone un ventaglio di pezzi vocali che va da una voce solista fino al doppio coro ad otto voci, quasi sempre con accompagnamento strumentale. Questo comprende il basso continuo di uno strumento a tastiera e arpa sostenuto con "violón" (violoncello) e contrabbasso più 2 violini e 2 corni. A volte sono aggiunte 2 chiarine, un flauto obbligato (2 in un'aria a duetto) o un "bajón". Occorre segnalare che nell'archivio della cappella non si trovano le partiture dei pezzi, bensì unicamente le parti, e non tutte in buono stato, cosa che richiede un serio e rigoroso lavoro di ricostruzione e trascrizione con criterio musicale competente affinché possano essere interpretate.
- Opere in latino: 3 messe a doppio coro con accompagnamento strumentale, 14 pezzi tra salmi e magnificat, 2 lamentazioni della Settimana santa e 22 pezzi tra mottetti e forme affini.
- Opere in spagnolo: 125 pezzi dedicati alla Nascita di Gesù, 20 al Santissimo, 5 alla Vergine e 16 tra cantate, arie e villancico di differente tematica.
- Opere di dubbia attribuzione: una quarta messa, un villancico al Santissimo e un altro alla Natività.

## Recupero
Con la morte di Cavallero e il declino della reale cappella, il lavoro creativo del suo ultimo direttore è stato avvolto nel silenzio, soltanto parzialmente rotto dalla seconda metà del XX secolo per la catalogazione delle archiviazioni di musica con appendici documentali e delle poche inclusioni di lavori musicologici. Questi apporti sono serviti come base, nel 1998, quando la Cappella Musicale Gli Extravagantes realizzò per la prima volta, dopo un lavoro di ricostruzione di partiture e diverse interpretazioni, un concerto integralmente dedicato a ricordare l'opera di questo artista.